# سيما الصغير
سيما الصغير (مواليد 1975) هي عالمة وخبيرة في الصحة العالمية، ومصورة وثائقية، وأستاذة مساعدة في كلية هارفارد تي إتش تشان للصحة العالمية، وأستاذة مساعدة منتسبة للصحة العالمية في جامعة واشنطن.

## السيرة الذاتية
ولدت الصغير عام 1975 في طرابلس، ليبيا لأب ليبي وأم تركية. درست علم الأحياء الجزيئي، وعلم الوراثة في جامعة بوغازجي إسطنبول، تركيا حيث حصلت على البكالوريوس عام 2005، واحتلت المرتبة الأولى في فصلها. كما حصلت على درجة الماجستير في علم الأعصاب من جامعة براون، وماجستير في العلوم ودكتوراه في في علم الأحياء الخلوي والجزيئي (علم الوراثة التنموي) من جامعة نيويورك.

## أبحاثها
الصغير هي أول من ضبط وطبق تقنية رسم خرائط المصير المحفز الجيني (GIFM)، لفهم كيفية تطور المخيخ ثلاثي الأبعاد المعقد من الخلايا العصبية المبكرة غير المتمايزة في الدماغ الخلفي الأمامي. اكتشفت مع تيم يو وزملائها أن الطفرات في الجين WDR4 تسبب صغر الرأس.
صمم وطورت في مركز أبحاث الصحة العالمية مسح الفحص الصحي لتسجيل العينات لدراسة عوامل الخطر الأساسية للأمراض المختلفة في الهند. وقد نشرت عن وبائيات في فيروس العوز المناعي البشر والأمراض المنقولة جنسيا.
منذ عام 2008 كانت سيما مسؤولة برامج في مؤسسة بيل وميليندا غيتس، وقادت ملفا حول ختان الذكور الطبي الطوعي للوقاية من فيروس العوز المناعي البشري في جميع أنحاء شرق وجنوب إفريقيا. كجزء من المكتب القطري BMGF في الهند، قادت سيما توسيع نطاق برنامج الوقاية من فيروس نقص المناعة البشرية التابع للمؤسسة أفان في العديد من الولايات، وأدارت انتقاله إلى حكومة الهند، وطورت منصات بيانات لصنع القرار.عملت بشكل وثيق مع البرنامج الوطني الهندي لمكافحة الإيدز للمساعدة في تصميم برنامجهم وتعزيز جهودهم التحليلية.